# Инаугурация
Инаугурация, на лат. auguratio или inauguratio, означава в Древен Рим въвеждането в длъжност на авгур. Днес така се нарича церемония при встъпване във висока длъжност, например на ректор на университет (още в средните векове), държавен глава, министър-председател, която обикновено се провежда тържествено.
В България двата варианта „иногурация, инагурация“ започват да присъстват в пресата едва при встъпването в длъжност на президента Петър Стоянов (1997 г.). „Иногурация“ като заемка от френски език се употребява понякога в политически документи преносно: „иногурация на нова политика“ = „начало на нова политика“. Много редкият български вариант „инаугурация“ идва от руския и западноевропейските езици.